# Technologieministerium
Technologieministerium oder Innovationsministerium nennt man ein Ministerium mit dem Portefeuille der technischen Entwicklung und Förderung der Technik.
Solche Ministerien gab es schon in der Spätphase der Industriellen Revolution, und heute wieder im Kontext der Neuen Technologien, insbesondere der Informationstechnologie und Neuen Medien (als Medienministerium), aber auch im Zusammenhang mit Nachhaltigkeit und deren technologischer Implementierung, sowie, in Überlappung des Begriffs des Wissenschaftsministeriums, im Bereich Forschung und Entwicklung/Angewandte Wissenschaften. Ähnliche Ressorts sind auch technisch orientierte Planungsministerien und Infrastrukturministerien.

## Liste
| Land                   | Ministerium                                                                                | kurz                 | Portefeuilles und Anmerkungen | Minister               |
| ---------------------- | ------------------------------------------------------------------------------------------ | -------------------- | --- | ---------------------- |
| Ägypten                | وزارة الإتصالات وتكنولوجيا المعلومات Ministry of Communications and Information Technology | MCIT                 | Kommunikation und Informationstechnologie |                        |
| Dänemark               | Ministeriet for Forskning, Innovation og Videregående Uddannelser                          |                      | Forschung, Innovation und Hochschulausbildung 1993 als Forschungs- und Technologieministerium gegründet                                                 |                        |
| Indien                 | Ministry of Communication and Information Technology                                       | MIT                  | Kommunikation und Informationstechnologie |                        |
| Indonesien             | Ministry Communication and Informatics                                                     |                      | Kommunikation und Informationstechnologie |                        |
| Japan                  | Mombu-Kagaku-shō 文部科学省                                                                | MEXT 文科省 Monkashō | Bildung, Kultur, Sport, Wissenschaft und Technologie |                        |
| Litauen                | Lietuvos Respublikos ekonomikos ir inovacijų ministerija                                   | LR EIM               | Wirtschaft und Innovationen | Virginijus Sinkevičius |
| Österreich             | Bundesministerium für Klimaschutz, Umwelt, Energie, Mobilität, Innovation und Technologie  | BMK bmk              | Klimaschutz, Umwelt, Energie, Mobilität, Innovation und Technologie seit 2000 (insb. auch Forschung)                                                    | →Liste                 |
| Vereinigtes Königreich | Department for Business, Innovation and Skills                                             | BIS                  | Wirtschaft, Innovation und Berufe 2009 aus Dept. Innovation, Universities and Skills (DIUS) and Dept. Business, Enterprise and Regulatory Reform (BERR) |                        |